# Município de Fork (condado de Warren, Carolina do Norte)
Localização da Carolina do Norte nos E.U.A.
O município de Fork (em inglês: Fork Township) é um município localizado no  condado de Warren no estado estadounidense da Carolina do Norte. No ano 2010 tinha uma população de 517 habitantes.

## Geografia
O município de Fork encontra-se localizado nas coordenadas 36° 16′ 16,54″ N, 78° 05′ 16,96″ O.